# Henry Kirke White
Henry Kirke White (21. března 1785, Nottingham – 19. října 1806, Cambridge) byl anglický romantický básník.

## Život a dílo
Narodil se v Nottinghamu jako syn řezníka. Jeho otec doufal, že bude pokračovat v jeho řemesle, ale chlapec byl od dětství přitahován k literatuře. Krátce se sice učil na punčocháře, když se však plně projevil jeho intelekt, stal se advokátním koncipientem.

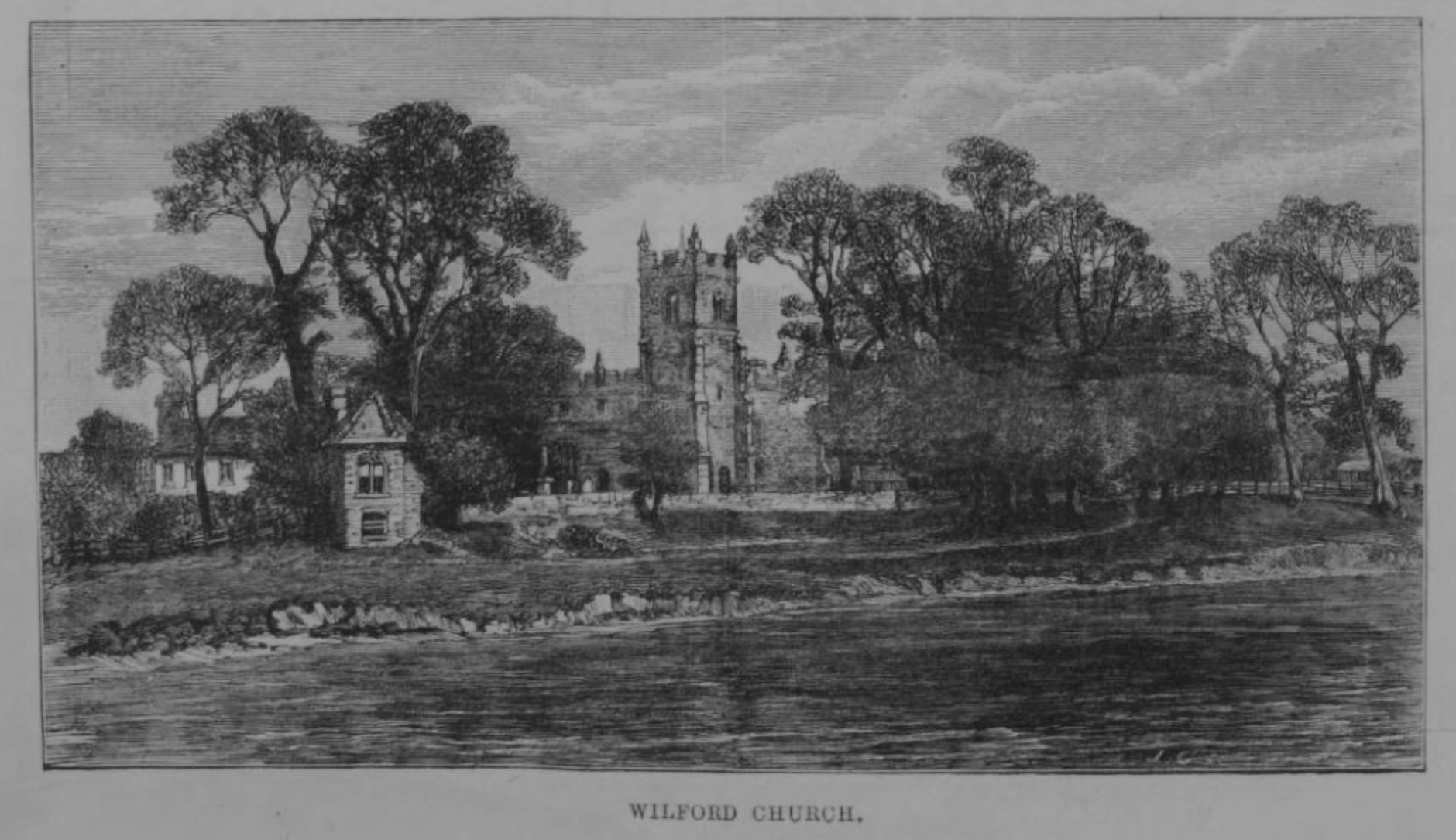
Kostel sv. Wilfrida s altánem ve Wilfordu

Povzbuzen přáteli vydal v roce 1803 svazeček básní Clifton Grove, a Sketch in Verse, with other Poems (Cliftonský háj, veršovaná črta, a jiné básně) věnovaný Georgianě, vévodkyni z Devonshiru. Sbírku kritika nepřijala, romantický básník Robert Southey však Whiteovi napsal povzbudivý dopis a jeho dílo ocenil také lord Byron. Velkou část své další poezie napsal v altánu v areálu kostela sv. Wilfrida ve Wilfordu, vesnice blízko centra Nottinghamu, kde se usadil.
Když jeho zaměstnavatel viděl jeho píli a nadání (vynikal například ve studiu latiny a v řečtiny) a že se jeho zdraví zhoršuje (White trpěl tuberkulózou), nabídl mu odstoupení od smlouvy, pokud by měl dost prostředků, aby mohl studovat na vysoké škole. Prostřednictvím svých přátel se Whiteovi podařilo roku 1804 začít studovat na St John's College Cambridgeské univerzity Chtěl se stát knězem, ale jeho zdravotní stav se nadále horšil vyčerpávajícím studiem a White zemřel ve věku 21 let.

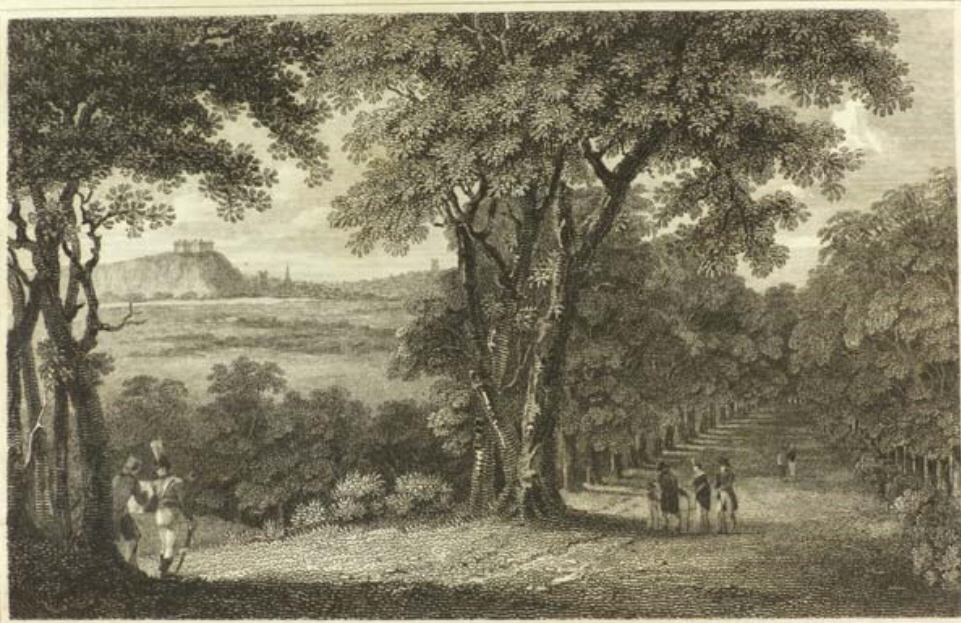
Clifton Grove

White je autorem teskných a melancholických poem, balad, ód, sonetů a vznícené lyriky. Některé z jeho básní se blíží poezii tzv. hřbitovní školy a některé z nich byly zhudebněny. Po jeho smrti bylo jeho dílo oceněno, zvláště v okruhu romantických básníků. K jeho nejvýznamnějším básním patří mimo Clifton Grove také The Fair Maid of Clifton, The Savoyard's Return, It is not that my lot is low, Gondoline nebo O Lord, another day is flown. Pětisvazkové vydání jeho děl včetně jeho dopisů pod názvem Poetical Works and Remains (1807–1822, Básnická díla a pozůstalost) redigoval Robert Southey.

## Česká vydání
Ukázky z Whiteova díla vyšly roku 1855 v Časopise českého muzea. Jeho životopis a překlady některých jeho básní vydal roku 1867 Primus Sobotka v Květech Jeho báseň Návrat Savoyardův zahrnul Jaroslav Vrchlický do své antologie Moderní básníci angličtí (Praha: Josef R. Vilímek 1898).